# 大粉蝶屬
大粉蝶屬（學名：Anteos）是粉蝶科黃粉蝶亞科裡的一個屬。共有3個物種，分佈於新熱帶界。翅底為綠色保護色，翅脈明顯，翅膀外緣起角，在綠葉茂密的樹林中難以被發現。幼蟲的寄主為豆科（Fabaceae）植物。

## 物種

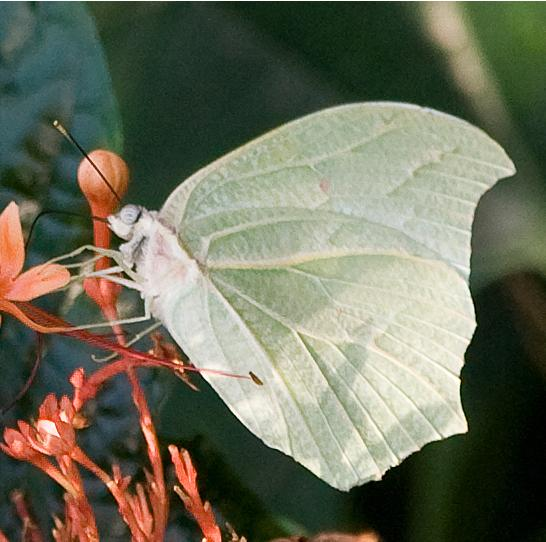
大粉蝶 Anteos clorinde
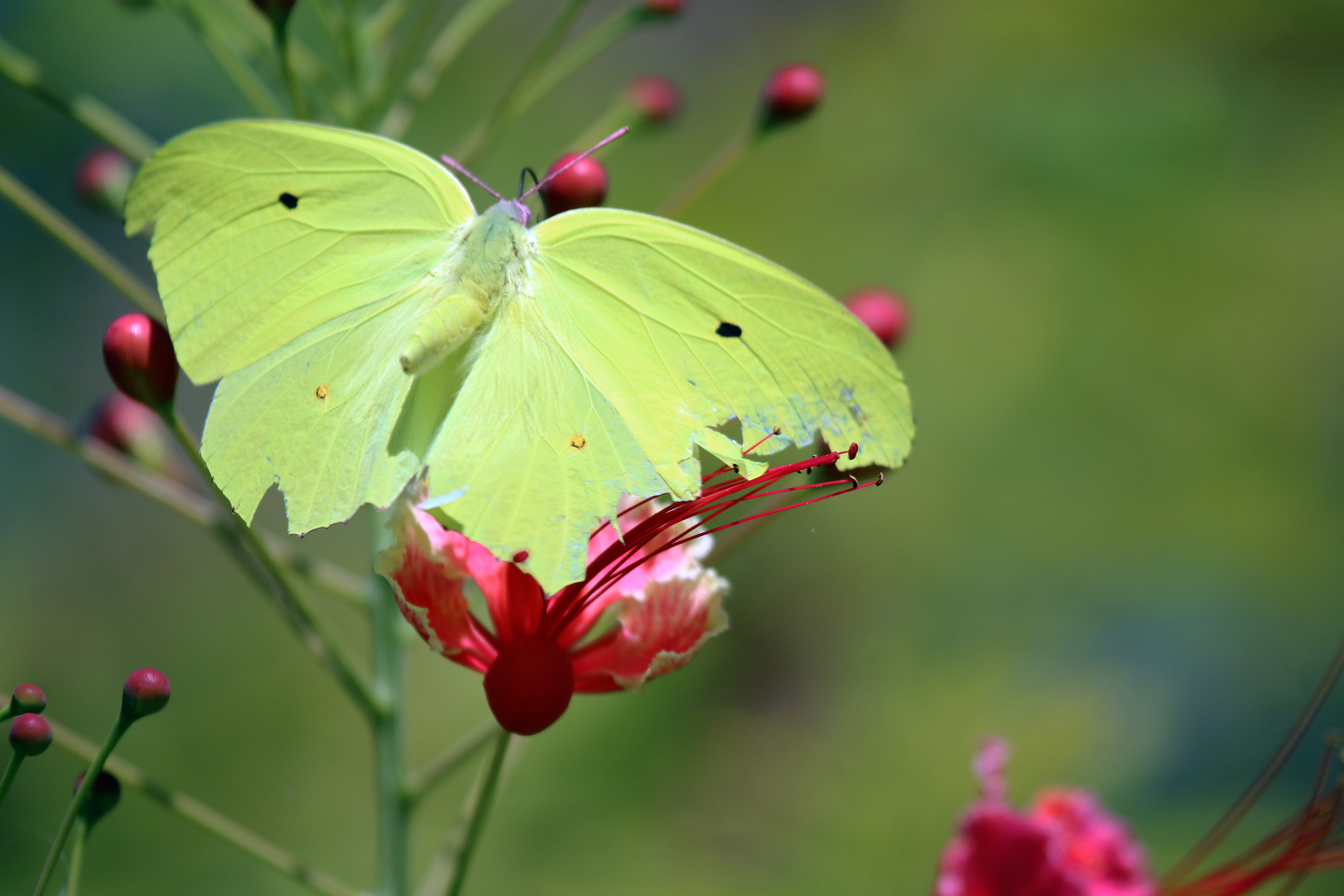
中美角翅大粉蝶 Anteos maerula
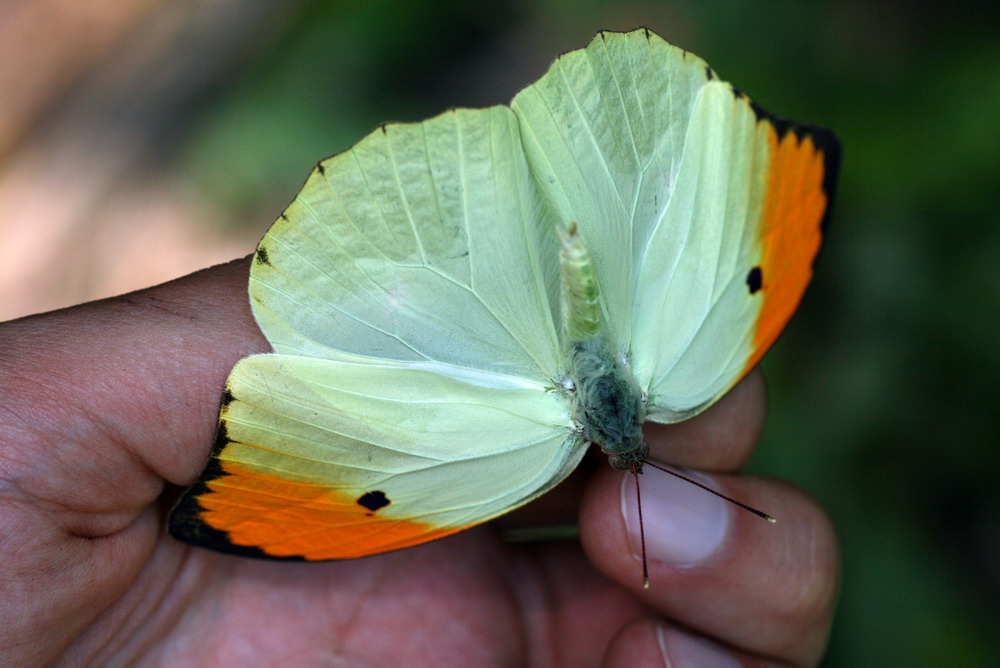
金頂大粉蝶 Anteos menippe

## 圖集
記錄照

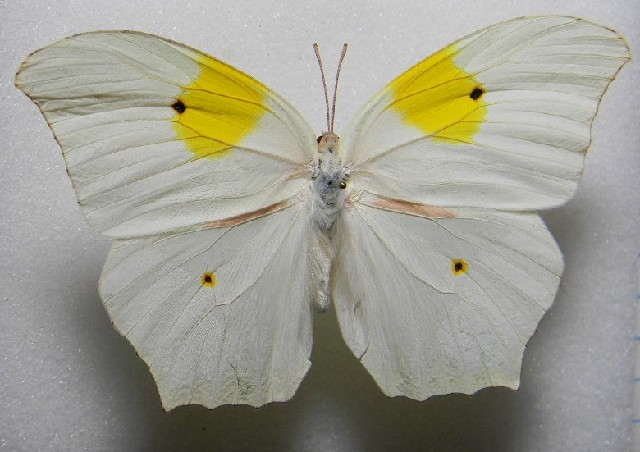
大粉蝶 Anteos clorinde
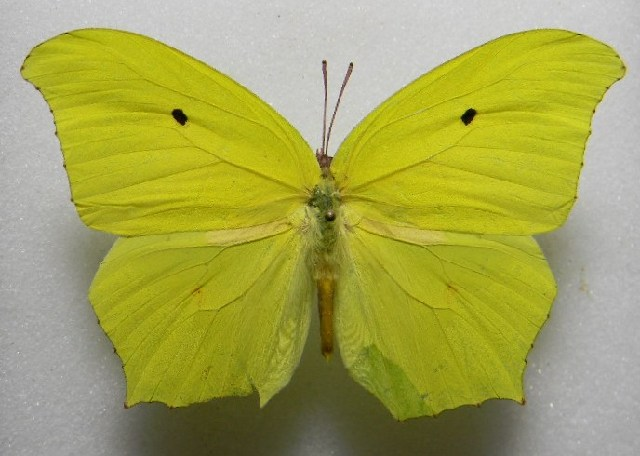
中美角翅大粉蝶 Anteos maerula
- 金頂大粉蝶
Anteos menippe

標本
- 大粉蝶
Anteos clorinde
- 中美角翅大粉蝶
Anteos maerula

## 文獻
- 寿建新 周尧 李宇飞. . 中國: 陝西科學技術出版社. 2006-04-01. ISBN 9787536936768 （中文（简体））.

## 外部連結
- 维基共享资源上的相關多媒體資源：大粉蝶屬
- Anteos（页面存档备份，存于） - funet.fi